# Von Stockenström

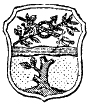
Adliga ätten von Stockenströms vapen.

von Stockenström är en tidigare vittförgrenad svensk adelsätt, av vilken en gren i dag kvarlever på svenska Riddarhuset under nummer 1936.
Ättens äldsta kända gemensamma stamfader var Lars Håkansson, borgmästare i Norrköping (död 1585). Av dennes ättlingar tog rådmannens i Stockholm, Anders Henriksson, barn namnet Stockenström. Två av Anders Henrikssons sonsöner adlades den 22 november 1751 och introducerades 1752 under namnet von Stockenström, nämligen:
1. Lars von Stockenström (död 1761), hovrättsråd i Svea hovrätt.
2. Erik von Stockenström (1703–1790), riksråd, upphöjd till friherre 1770 och greve 1771.

Av dessa efterlämnade Erik inga ättlingar alls och Lars gren dog ut 1801. Då hade dock redan den 2 augusti 1776 deras släkting Salomon Stockenström (1751-1811) också adlats och adopterats in i den befintliga ätten samt introducerats 1778. Ytterligare två bröder till Salomon von Stockenström, brukspatronen Lars (1748–1814) och superkargören Erik (1749–1788), adlades och adopterades in i ätten 1784 samt introducerades 1785. Eriks gren dog ut redan med honom själv 1788 medan Lars gren utslocknade 1954 med ett av dennes barnbarnsbarn, konstnären Albert von Stockenström.
En systerson till Erik von Stockenström, Gustaf Prinzell (1736–1798) adopterades även på ättens namn. Denna gren, som har gemensamt ursprung med släkterna Printzsköld och von Prinzencreutz, utslocknade 1814.